# Vorstendom Chalon
Het vorstendom Chalon was een tot de Boven-Rijnse Kreits behorend vorstendom binnen het Heilige Roomse Rijk.

## Onduidelijkheid rond het vorstendom
Het prinsdom Chalon komt voor in de archieven van de Rijksdag en Boven-Rijnse Kreits, onder de namen Chalon, Schalaun, Kolin, etc. Historici kunnen dit vorstendom echter niet eenduidig identificeren. Deze onduidelijkheid bestond al in de zestiende eeuw.

## Het huis Chalon
Het huis Chalon was sinds 1203 een zijtak van het huis van de graven van Bourgondië (wat tot 2016 de regio Franche-Comté was), niet te verwarren met de hertogen van Bourgondië (wat tot 2016 de regio Bourgogne was). De leden van het huis voerden soms de titel graaf van Bourgondië, zonder in het bezit te zijn van het graafschap.
Jan I van Bourgondië, bijgenaamd l’Antique, was sinds 1214 graaf van Chalon (Chalon-sur-Saône). In 1237 stond hij de graafschappen Chalon en Auxonne af aan het hertogdom Bourgondië in ruil voor de heerlijkheid Salins. Hij voerde sindsdien de titels graaf van Bourgondië en heer van Salins. Onder koning Willem werd Salins tot rijksleen verheven.
De drie zonen van Jan I uit verschillende huwelijken waren de stichters van de volgende takken van het huis Chalon:
- Hugo van Chalon kreeg Salins. Ten gevolge van zijn huwelijk met Adelheid van Andechs-Meranien erfde hij het graafschap Bourgondië en was in tegenstelling met zijn vader wel regerend graaf (uitgestorven 1315)
- Jan I van Chalon-Auxerre kreeg Auxonne en Tonnerre (uitgestorven 1424)
- Jan I van Chalon-Arlay kreeg Arlay (uitgestorven 1530).

Jan I van Chalon-Arlay voerde een pro-Duitse politiek, in tegenstelling tot de graven van Bourgondië, die een pro-Franse politiek voerden (formeel behoorde het graafschap Bourgondië tot het Heilige Roomse Rijk). Hij verkreeg de rijksvrijheid van de koningen Rudolf en Adolf van Nassau.
Jan III van Chalon-Arlay huwde met Marie des Baux d’Orange, de erfgename van het prinsdom Oranje, zodat hun zoon Lodewijk II van Chalon-Arlay prins van Oranje werd.

## Vorstendom Oranje en Chalon
Een mogelijkheid voor het in de archieven vermelde vorstendom Chalon is Oranje omdat Chalon en Salins nooit prinsdommen zijn geweest en ook niet in het bezit waren van de op Duitsland georiënteerde graven van Chalon-Arlay. Salins behoorde tot het graafschap Bourgondië en maakte dus deel uit van de Bourgondische Kreits. Chalon-sur-Saône lag zelfs niet in Duitsland, maar in Frankrijk.

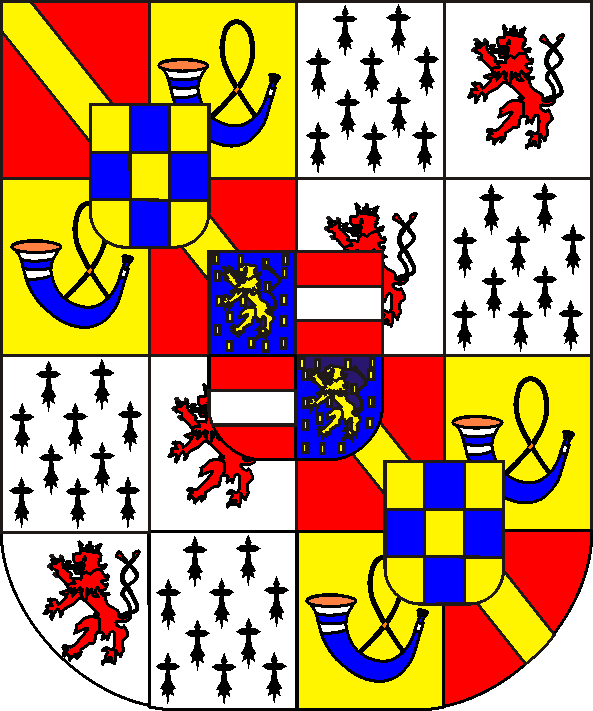
wapen van Rene van Chalon

## Regenten van Chalon-Arlay
| regering  | naam            | overleden  | familie                      |
| --------- | --------------- | ---------- | ---------------------------- |
| 1267-1315 | Jan I           | 13-02-1315 | zoon van Jean I de Bourgogne |
| 1315-1322 | Hugo I          | 1322       | zoon                         |
| 1322-?    | Jan II          |            | zoon                         |
| ? -1388   | Hugo II         | 1388       | zoon                         |
| 1388-1418 | Jan III         | 1418       | zoon van broer               |
| 1418-1463 | Lodewijk II     | 03-12-1463 | zoon                         |
| 1463-1475 | Willem VIII     | 1475       | zoon                         |
| 1475-1502 | Jan IV          | 1502       | zoon                         |
| 1502-1530 | Philibert       | 03-08-1530 | zoon                         |
| 1530-1544 | René van Nassau | 18-07-1544 | zoon van zuster              |